# (9353) 1991 VM4
(9353) 1991 VM4 là một tiểu hành tinh vành đai chính. Nó được phát hiện bởi Atsushi Sugie ở Dynic Astronomical Observatory Nhật Bản, ngày 9 tháng 11 năm 1991.